# Ariel Rodríguez
Eithel Ariel Rodríguez Araya (Puntarenas, 22 de abril de 1986) es un exfutbolista costarricense qué jugó como centrocampista

## Trayectoria
Ariel Rodríguez Araya debutó en 2004 a los 18 años en el primer equipo de la Liga Deportiva Alajuelense. Jugó la temporada 2006-2007 en la Segunda División de Costa Rica como titular en la Asociación Deportiva Ramonense. Al finalizar esa temporada regresó a la Liga Deportiva Alajuelense. La temporada de invierno 2008 logró el subcampeonato al perder la final contra el Deportivo Saprissa.
En los torneos 2009 y 2010 tuvo un breve paso por el Santos de Guápiles, y entre 2011 y 2013 jugó con el Municipal Pérez Zeledón. La siguiente temporada regresó una vez más a la Liga Deportiva Alajuelense. En 2016 recaló en el Racing Club de Ferrol español.

## Clubes
| Club                            | País       | Año         |
| ------------------------------- | ---------- | ----------- |
| Liga Deportiva Alajuelense      | Costa Rica | 2004 - 2005 |
| Asociación Deportiva Ramonense  | Costa Rica | 2006 - 2007 |
| Liga Deportiva Alajuelense      | Costa Rica | 2008 - 2009 |
| Santos de Guápiles              | Costa Rica | 2009 - 2010 |
| Municipal Pérez Zeledón         | Costa Rica | 2010 - 2013 |
| Liga Deportiva Alajuelense      | Costa Rica | 2013 - 2016 |
| Asociación Deportiva San Carlos | Costa Rica | 2016 - 2017 |
| Club Social y Deportivo Carchá  | Guatemala  | 2018        |
| Deportivo Malacateco            | Guatemala  | 2018        |
| Club Social y Deportivo Carchá  | Guatemala  | 2019 - 2020 |
| Deportivo Mixco                 | Guatemala  | 2020 - 2023 |

## Selección nacional
Ariel Rodríguez jugó la Copa Mundial de Fútbol Sub-17 de 2003 realizada en Finlandia, donde participó en los 4 encuentros disputados.
Ganó la Copa Centroamericana de Naciones 2013 efectuada en Costa Rica con su respectiva selección, destacando en el torneo y siendo convocado con la tricolor para la hexagonal final rumbo a la Copa Mundial de Brasil 2014, así como para la Copa de Oro de 2013.

## Participaciones en torneos internacionales

### Clubes
| Club                       | País       | Año  |
| -------------------------- | ---------- | ---- |
| Liga Deportiva Alajuelense | Costa Rica | 2013 |

### Selección nacional

#### Copas Mundiales
| Mundial                               | Sede      | Resultado     |
| ------------------------------------- | --------- | ------------- |
| Copa Mundial de Fútbol Sub-17 de 2003 | Finlandia | Segunda ronda |

#### Copas de Oro
| Mundial                         | Sede           | Resultado     |
| ------------------------------- | -------------- | ------------- |
| Copa de Oro de la Concacaf 2013 | Estados Unidos | Segunda ronda |

## Palmarés

### Campeonatos nacionales
| Título                         | Club                       | País       | Año              |
| ------------------------------ | -------------------------- | ---------- | ---------------- |
| Primera División de Costa Rica | Liga Deportiva Alajuelense | Costa Rica | 2004-05          |
| Primera División de Costa Rica | Liga Deportiva Alajuelense | Costa Rica | Invierno de 2013 |
| Primera División de Guatemala  | Deportivo Mixco            | Guatemala  | 2021-22          |

### Selección nacional

#### Copa UNCAF
| Torneo                           | Sede       | Resultado | Año  |
| -------------------------------- | ---------- | --------- | ---- |
| Copa Centroamericana de Naciones | Costa Rica | Campeón   | 2013 |